# Panna Stázička neboli Buď ctnostná i cudná!
Panna Stázička neboli Buď ctnostná i cudná! je název povídky ze souboru Mravokárné románky Jakuba Arbese. V této povídce (stejně jako v ostatních ze souboru) autor zachycuje nesmyslnost přehnaného lpění na měšťáckých ctnostech tehdejší společnosti.

## Děj
Příběh pojednává o dívce Stázičce. Ta se narodí do puritánské rodiny, která při výchově hledí především na cudnost své jediné dcery. Tato ctnost je ještě hlouběji dívce vštěpena, když dospívá na samotě u faráře. V čase své dospělosti se Stázička vrací jako krásná mladá žena do svého rodného města, avšak vlivem výchovy je velmi stydlivá a ve vztahu k mužům ostýchavá. Z toho důvodu se nakonec nenajde jediný muž, jenž by Stázičku pojal za manželku. Ta nakonec končí svůj život jako zklamaná stará panna.